# Biatló als Jocs Olímpics d'hivern de 2010 - Relleus per equips femenins
Als Jocs Olímpics d'Hivern de 2010 celebrats a la ciutat de Vancouver (Canadà) es disputà una prova de biatló en categoria femenina en el format de relleus 4x6 quilòmetres que, unida a la resta de proves, configurà el programa oficial dels Jocs.
La prova es disputà el dia 23 de febrer de 2010 a les instal·lacions esportives de Whistler Olympic Park. Hi participaren un total de 76 biatletes de 19 comitès nacionals diferents.

## Resum de medalles
| Or                                                                                  | Argent                                                                    | Bronze                                                                |
| RússiaSvetlana Sleptsova · Anna Bogaliy-Titovets · Olga Medvedtseva · Olga Zaitseva | FrançaMarie-Laure Brunet · Sylvie Becaert · Marie Dorin · Sandrine Bailly | AlemanyaKati Wilhelm · Simone Hauswald · Martina Beck · Andrea Henkel |

## Resultats
| Pos. | Dorsal | CON                                                                                       | Temps                                     | Penalitacions (P+S)                     | Dif.    |
| ---- | ------ | ----------------------------------------------------------------------------------------- | ----------------------------------------- | --------------------------------------- | ------- |
| 1    | 1      | RússiaSvetlana Sleptsova · Anna Bogaliy-Titovets · Olga Medvedtseva · Olga Zaitseva       | 1:09:36.3 17:24.4 17:17.3 17:27.7 17:26.9 | 0+2 0+3 0+0 0+0 0+1 0+1 0+0 0+0 0+1 0+2 | 0.0     |
| 2    | 4      | FrançaMarie-Laure Brunet · Sylvie Becaert · Marie Dorin · Sandrine Bailly                 | 1:10:09.1 17:22.6 17:17.6 18:34.2 16:54.7 | 2+4 0+4 0+0 0+2 0+0 0+1 2+3 0+1 0+1 0+0 | +32.8   |
| 3    | 2      | AlemanyaKati Wilhelm · Simone Hauswald · Martina Beck · Andrea Henkel                     | 1:10:13.4 17:26.0 17:16.2 18:12.0 17:19.2 | 0+2 0+3 0+1 0+0 0+0 0+0 0+1 0+1 0+0 0+2 | +37.1   |
| 4    | 5      | NoruegaLiv-Kjersti Eikeland · Ann Kristin Flatland · Solveig Rogstad · Tora Berger        | 1:10:34.1 18:20.4 16:52.6 18:21.2 16:59.9 | 0+1 0+2 0+0 0+2 0+0 0+0 0+1 0+0         | +57.8   |
| 5    | 3      | SuèciaElisabeth Högberg · Anna Carin Olofsson-Zidek · Anna Maria Nilsson · Helena Jonsson | 1:10:47.2 17:46.7 17:25.9 18:16.8 17:17.8 | 0+2 0+1 0+0 0+1 0+0 0+0 0+2 0+0 0+0 0+0 | +1:10.9 |
| 6    | 7      | UcraïnaOlena Pidhrushna · Valj Semerenko · Oksana Khvostenko · Vita Semerenko             | 1:11:08.2 17:36.9 17:56.3 17:44.7 17:50.3 | 0+2 0+6 0+0 0+1 0+1 0+3 0+1 0+0 0+0 0+2 | +1:31.9 |
| 7    | 8      | BelarúsLiudmila Kalinchik · Darya Domracheva · Olga Kudrashova · Nadezhda Skardino        | 1:11:34.0 17:40.0 17:28.7 18:27.4 17:57.9 | 0+1 0+2 0+1 0+1 0+0 0+1 0+0 0+0         | +1:57.7 |
| 8    | 12     | EslovèniaDijana Ravnikar · Andreja Mali · Tadeja Brankovič-Likozar · Teja Gregorin        | 1:12:02.4 17:50.4 18:18.2 18:07.8 17:46.0 | 0+4 0+2 0+0 0+1 0+1 0+1 0+2 0+0 0+1 0+0 | +2:26.1 |
| 9    | 6      | R.P. de la XinaWang Chunli · Liu Xianying · Kong Yingchao · Song Chaoqing                 | 1:12:16.9 17:44.7 17:47.7 19:10.4 17:34.1 | 0+2 0+6 0+1 0+2 0+1 0+1 0+0 0+3 0+0 0+0 | +2:40.6 |
| 10   | 10     | RomaniaDana Plotogea · Éva Tófalvi · Mihaela Purdea · Reka Ferencz                        | 1:12:32.9 18:10.6 17:47.8 18:23.2 18:11.3 | 0+1 0+6 0+0 0+1 0+0 0+2 0+1 0+3 0+0 0+0 | +2:56.6 |
| 11   | 17     | ItàliaMichela Ponza · Katja Haller · Karin Oberhofer · Roberta Fiandino                   | 1:12:54.2 18:20.5 17:58.2 18:19.3 18:16.2 | 0+4 0+4 0+1 0+1 0+0 0+0 0+0 0+2 0+3 0+1 | +3:17.9 |
| 12   | 11     | PolòniaKrystyna Palka · Magdalena Gwizdoń · Weronika Novakowska · Agnieszka Cyl           | 1:12:54.3 18:21.2 19:10.2 17:55.7 17:27.2 | 0+5 1+7 0+2 0+2 0+3 1+3 0+0 0+1         | +3:18.0 |
| 13   | 15     | EslovàquiaMartina Halinárová · Anastasiya Kuzmina · Natália Prekopová · Jana Gereková     | 1:13:15.8 18:27.1 17:09.3 19:41.7 17:57.7 | 0+2 1+9 0+1 0+2 0+0 0+1 0+0 1+3 0+1 0+3 | +3:39.5 |
| 14   | 9      | KazakhstanElena Khrustaleva · Anna Lebedeva · Liubov Filimónova · Marina Lebedeva         | 1:13:42.9 17:42.1 18:00.8 18:52.6 19:07.4 | 0+4 0+5 0+0 0+1 0+1 0+1 0+1 0+2 0+2 0+1 | +4:06.6 |
| 15   | 18     | CanadàMegan Imrie · Zina Kocher · Rosanna Crawford · Megan Tandy                          | 1:14:25.5 18:18.9 18:04.9 19:50.9 18:10.8 | 1+7 0+5 0+1 0+3 0+2 0+1 1+3 0+0 0+1 0+1 | +4:49.2 |
| 16   | 14     | TxèquiaVeronika Vítková · Magda Rezlerova · Gabriela Soukalova · Zdenka Vejnarova         | 1:14:37.5 17:51.1 18:25.9 18:23.7 19:56.8 | 2+4 1+6 0+1 0+1 0+0 1+3 0+0 0+1 2+3 0+1 | +5:01.2 |
| 17   | 19     | Estats UnitsSara Studebaker · Lanny Barnes · Haley Johnson · Laura Spector                | 1:15:47.5 17:53.2 18:52.5 19:01.5 20:00.3 | 1+8 0+4 0+1 0+0 0+1 0+1 0+3 0+0 1+3 0+3 | +6:11.2 |
| 18   | 16     | EstòniaKadri Lehtla · Eveli Saue · Sirli Hanni · Kristel Viigipuu                         | 1:17:55.5 18:49.8 18:15.4 20:06.6 20:43.7 | 2+9 0+7 0+2 0+2 0+1 0+1 1+3 0+1 1+3 0+3 | +8:19.2 |
| 19   | 13     | LetòniaZanna Juskane · Madara Līduma · Liga Glazere · Gerda Krumina                       | 1:18:56.2 21:06.7 18:09.7 20:51.6 18:48.2 | 2+5 2+7 2+3 0+2 0+1 0+1 0+0 2+3 0+1 0+1 | +9:19.9 |